# 宗州 (金朝)
宗州，金朝时设置的州。
天德三年（1151年）改来州为宗州，泰和六年（1206年），避讳睿宗完颜宗尧改为瑞州。辖境相当于今辽宁省绥中县和兴城市西南部及河北省秦皇岛市。